# Правовое регулирование медиа
Правовое регулирование медиа — относительно новое научное и дисциплинарное направление. Его возникновение связано с появлением медиаправа как новой области правового знания и актуального направления правотворческой и правоприменительной работы. Медиаправо зародилось в сложный переходный период, связанный со становлением новой государственности и новой системы правовых ценностей Российской Федерации (далее — РФ). Его формирование происходило на фоне общемировых процессов становления глобального информационного общества, поиска традиционными средствами массовой информации (далее — СМИ) своего места в новой медиасистеме. Данные обстоятельства актуализировали целый ряд проблем, связанных с оформлением медиаправа как гармоничной системы правового знания, коррекция которой продолжается до сих пор.
Проблематику данной области научного знания можно представить двумя группами вопросов. Первый блок связан с теоретико-методологическим осмыслением медиаправа, его места в системе права, отношений с информационным правом. Во-первых, в настоящее время в науке окончательно не решен вопрос о природе медиаправа, с этим связаны трудности в определении объекта и предмета, метода правового регулирования в сфере СМИ. Во-вторых, в настоящее время продолжается совершенствоваться нормативная база информационного права — информационное законодательство. Этап становления проходит и законодательство о СМИ — система нормативно-правовых актов и отдельных норм права, нацеленных на регулирование общественных отношений в сфере журналистики. В-третьих, принципиально важными сегодня являются вопросы правового обеспечения свободы массовой информации, установления рамок злоупотребления ею.
Второй блок вопросов связан с правотворческой и правоприменительной деятельностью. На сегодняшний день актуальны проблемы уточнения ключевых категорий медиаправа, например, таких как «пропаганда», «журналистская тайна», «новые медиа» и др. Пристального внимания требуют вопросы, связанные с квалификацией «речевых правонарушений» в сфере СМИ, в частности, вербального экстремизма — наиболее частотного правонарушения на медийном поле. Интерес вызывают вопросы, связанные с деятельностью новых медиа, например, вопросы правового регулирования, возникающие в процессе создания и продвижения медийного продукта в социальных сетях. Значимо и то, что поле правовых норм, касающихся регулирования медиа, продолжает расширяться. В Закон РФ от 27.12.1991 N 2124-1 «О средствах массовой информации» (далее — Закон РФ «О СМИ») и Федеральный закон «Об информации, информационных технологиях и о защите информации» от 27.07.2006 N 149-ФЗ (далее — ФЗ «Об информации, информационных технологиях и о защите информации») вносятся изменения и дополнения, в кодексах появляются новеллы. Например, в Уголовном кодексе РФ от 13.06.1996 N 63-ФЗ (далее — УК РФ) и Кодексе РФ об административных правонарушениях от 30.12.2001 N 195-ФЗ (далее — КоАП РФ) появились деликты, касающиеся распространения в СМИ и сети «Интернет» недостоверной информации.
Степень разработанности проблематики в научной литературе. В силу того, что медиаправо как область правового знания в нашей стране зародилось в 90-х годах прошлого века, системных разработок по данному вопросу не существует. Методологически значимыми для нашего научного и дисциплинарного направления являются исследования правоведов дореволюционной России (например, Арсеньев К. К. Законодательство о печати. СПб, 1903; Энгельгард Н. А. Очерки истории русской цензуры в связи с развитием печати (1703—1903 г). СПб, 1904 и др.), а также работы теоретиков журналистики постсоветского периода (Федотов М. А. Правовые основы журналистики: Учебное пособие. М.: ИМПЭ им. А. С. Грибоедова: ВЛАДОС, 2002; Прохоров Е. П. Обсуждение проблем свободы печати в России во второй половине XIX в. // Вестник Московского университета. Серия 10. Журналистика. 2003. № 4; Бусленко Н. И. Правовые основы журналистики: Словарь-справочник. Ростов н/Д: Феникс, 2006; Рихтер А. Г. Правовые основы журналистики: Учебное пособие. М.: ВК, 2009; Панкеев И. А. Правовое регулирование СМИ: Учебное пособие. М.: Аспект Пресс, 2019 и др.). В последние годы медиаправо развивается интенсивно и значительно опережает науку и образование, а следовательно, нуждается в систематическом внимании со стороны ученых и преподавателей высшей школы.